# Francisco Esteban
Francisco Esteban de Castro, más conocido como Francisco Esteban, el Guapo (Lucena, Córdoba, 14 de enero de 1654 - Lucena, 1705), fue un famoso bandolero y matón lucentino de fines del siglo XVII.

## Biografía
Muy pocos datos fidedignos se tienen de este personaje, salvo los que se pueden espigar de una colección de pliegos sueltos o romances de ciego que le suelen tener por personaje, y cuyos ejemplares más antiguos conservados se sitúan hacia 1730 (pliegos sevillanos de la imprenta de la Viuda de Francisco de Leefdael, en la casa del Correo Viejo); ya en 1717 ya estaba impresa la comedia de José Vallés El más temido andaluz y guapo Francisco Esteban, inspirada en los romances, que indican que murió en 1705.
La leyenda afirma que fue un niño pendenciero, violento, díscolo y travieso; se fugó de casa y marchó a Jaén. Ingresó luego en los tercios y pasó a Cataluña, donde tiene varios duelos y empieza a cometer desafueros. Finalmente acuchilla a dos cabos de escuadra y huye hacia Alicante; allí sienta plaza en las galeras de Cerdeña, donde encuentra a algunos amigos de Lucena, y recala posteriormente en Cartagena, donde se ensaña con él la fatalidad: una mujer embarazada y con un niño pequeño le pide ayuda contra un hombre que la acosa; Francisco disputa con el hombre y lo mata disparando, con tan mala fortuna que además muere la mujer embarazada y el niño. Se hace tratante de tabaco y contrabandista, su ocupación más continua y fructífera, en Valencia y Cartagena; en esta última ciudad el gobernador lo apresa y le requisa el contrabando, caballos incluidos. Pero su compadre y paisano también delincuente Juan Romero carga contra los guardas y alguaciles y entre ambos hacen huir a la justicia. Francisco roba al gobernador de Cartagena unas mulas y las intercambia por las suyas con el gobernador. En Málaga reduce al valentón Boca Negra y en Granada al guapo de Santaella. En Madrid se bate en tres meses con seis guapos y siempre sale victorioso. Tras una breve estancia en Lucena se marcha a Jaén para casarse, y ahí coge in fraganti, con las manos en la masa, a un garduño o cortabolsas que pretendía robarle, y le saca las tripas. Prosigue su contrabando de tabaco y sal y se muda a Cabra, desde donde hace frecuentes viajes al Puerto de Santa María y a Cádiz, donde, tras comprar once cargas de tabaco, es delatado y apresado y sus caballos son vendidos con la carga respectiva, aunque echó la puerta abajo y le pidió al que los compró el importe de la venta; no se niega el hombre, porque peligra su vida. Menos suerte tuvo un arrendador de Puerto Real, al que Esteban mató en su propia casa y en su cama. En otra ocasión también asesinó a un ventero que le pidió las costas de su posada. Pregonan su cabeza y sus compañeros y él quieren el indulto; pero el presidente de la Audiencia de Granada no quiere, así que se encierra con él y hace que queme los procesos que se le habían incoado. Pasa luego a Ceuta para contrabandear con tabaco, incluso a cara descubierta y pregonándolo por las calles, lo que hace también en Cabra, donde vivía estos años regentando un puesto en que también expende vino, sin pagar impuesto alguno; como tiene competidores, como los Cerrato de Lucena, Francisco destroza su garito y los desafía, pero resulta herido y va a parar a galeras, aunque consigue huir cortándose el carcañal y sacándose el grillete; vuelve a Lucena, donde no tenía causas pendientes con la justicia, y vive tranquilo dos años. Pero un tal Benito Velasco, de la villa de Campillos  y delincuente como él, le invita a beber y le propone cambiar su chaleco por el suyo, aunque Esteban sospecha que viene a matarlo; al cambiarse le dispara y lo mata e intenta huir, pero regresa al olvidársele la munición y se topa con su antiguo compañero y ahora rival, Juan Romero, que lo mata, al creer que quien ha matado es uno de sus hombres.

## Obras inspiradas en el famoso bandolero
Aparte de sus famosos romances, que fueron los más populares en el subgénero denominado romances de guapos, sus hazañas inspiraron, fuera de la comedia de José Vallés, la novela portuguesa Historia nova e verdadeira, em que se trata da vida e valerosas façanhas do mais valente Andaluz, Francisco Estevam de Castro, natural da cidade de Lucena. Trad. do hespanhol em nosso lusitano idioma por Felix Narciso da Sylveira, estudante phylosopho, natural desta cidade de Lisboa (Lisboa, 1651) y el folletín de Manuel Fernández y González El guapo Francisco Estevan (Madrid, 1871).